# 336 (tal)
336 är det naturliga talet som följer 335 och som följs av 337.

## Inom vetenskapen
- 336 Lacadiera, en asteroid.

## Inom matematiken
- 336 är ett jämnt tal
- 336 är ett sammansatt tal
- 336 är ett ymnigt tal
- 336 är ett hyperperfekt tal
- 336 är ett ikositetragontal
- 336 är ett mycket ymnigt tal